# Éditions Champ Vallon
Éditions Champ Vallon es una editorial francesa independiente fundada en 1980 en Seyssel (Ain), por Patrick Beaune, a la que se unió en 1989 Myriam Monteiro-Braz. Desde 2014 tiene sede en la ciudad de Ceyzérieu, en el mismo departamento.

## Historia
Consagrada inicialmente a la arqueología, la historia y al urbanismo, con el tiempo la editorial ha ampliado y diversificado sus ámbitos de interés tanto a la literatura como a las ciencias humanas y sociales en general. Ya desde 1980, en colaboración con el Instituto Jean-Baptiste Dumay, asociación de investigadores del ecomuseo de Le Creusot, publica la revista Milieux. A la par, la editorial creó una colección de libros con el mismo nombre.
Desde 2013 publica Le Magasin du XIX e siècle, revista literaria de la Sociedad de Estudios Románticos y decimonónicos. La revista literaria Recueil, completada por una colección del mismo nombre, dirigida desde 1984 por Richard Millet y, hasta 1991, por Jean-Michel Maulpoix, se retomó desde 1995 bajo el título Le Nouveau Recueil, dirigida por Jean-Michel Maulpoix. En mayo de 2008, la edición electrónica tomó el relevo de la edición en papel y la revista pasó a ser digital. 
Desde 2012 la editorial publica La Totalité, una enciclopedia filosófica en siete volúmenes, coordinada por Christian Godin.
En 2015, la editorial contaba con cerca de 700 títulos en su catálogo y destacaban autores como los historiadores Denis Crouzet, Jacques Rossiaud, Danielle Tartakowsky o Emmanuel Fureix; ensayistas como John Berger, Jacques Borel., Michel Deguy, Dominique Pagnier, Jean-Benoît Puech, Anne Serre o Mona Thomas, poetas como Olivier Barbarant, Stéphane Bouquet, Robert Marteau o Guy Goffette o novelistas como Laurent Nunez, Thierry Hesse, Christian Garcin o Caroline de Mulder.

### Premios literarios
- 1989 : Éloge pour une cuisine de province, de Guy Goffette, premio Mallarmé.
- 1999 : Odes dérisoires et quelques autres un peu moins, de Olivier Barbarant, premio Tristan Tzara.
- 1999 : Main de nuit, de Benoît Conort, premio de la Académie Mallarmé.
- 2004 : Essais de voix, malgré le vent, de Olivier Barbarant, premio Mallarmé.
- 2005 : Gran premio de poesía de la Académie française para el conjunto de la obra poética de Robert Marteau.
- 2009 : La France des larmes, de Emmanuel Fureix, premio Chateaubriand.
- 2010 : Ego tango, de Caroline de Mulder, premio Victor Rossel.
- 2012 : Physiologie de la veuve, de Anne Carol, premio Mauvais genres.
- 2014 : Les Frondeuses, de Sophie Vergnes, premio XVIIe siècle
- 2016 : Genèses du Moyen Orient, de Guillemette Crouzet, premio Sophie Barluet.

## Colecciones

### Humanidades y Ciencias Sociales
- « Milieux» (dirigida por Jean-Claude Beaune)
- « Époques », (dirigida por Joël Cornette)
- « Pays/paysages» (dirigida por Alain Roger)
- « La Compagnie du paysage» (dirigida por Odile Marcel)
- « Vaisseau de pierre» (1986-1987)
- « Lieux d'architecture»
- « L'Or d'Atalante» (dirigida por Murielle Gagnebin)
- « Les Classiques»
- « L'Esprit libre»
- « La Chose publique» (dirigida por Pierre Serna)
- « L'environnement a une histoire» (dirigida por Charles-François Mathis)
- « Les Télévisions du monde », coeditada con el INA (1988-1990)
- La Totalité, enciclopedia en siete volúmenes de Christian Godin

### Literatura
- « Détours»
- « Des villes»
- « Recueil»
- « Champ poétique»
- « Dix-neuvième»